# Псайла, Дун Карм

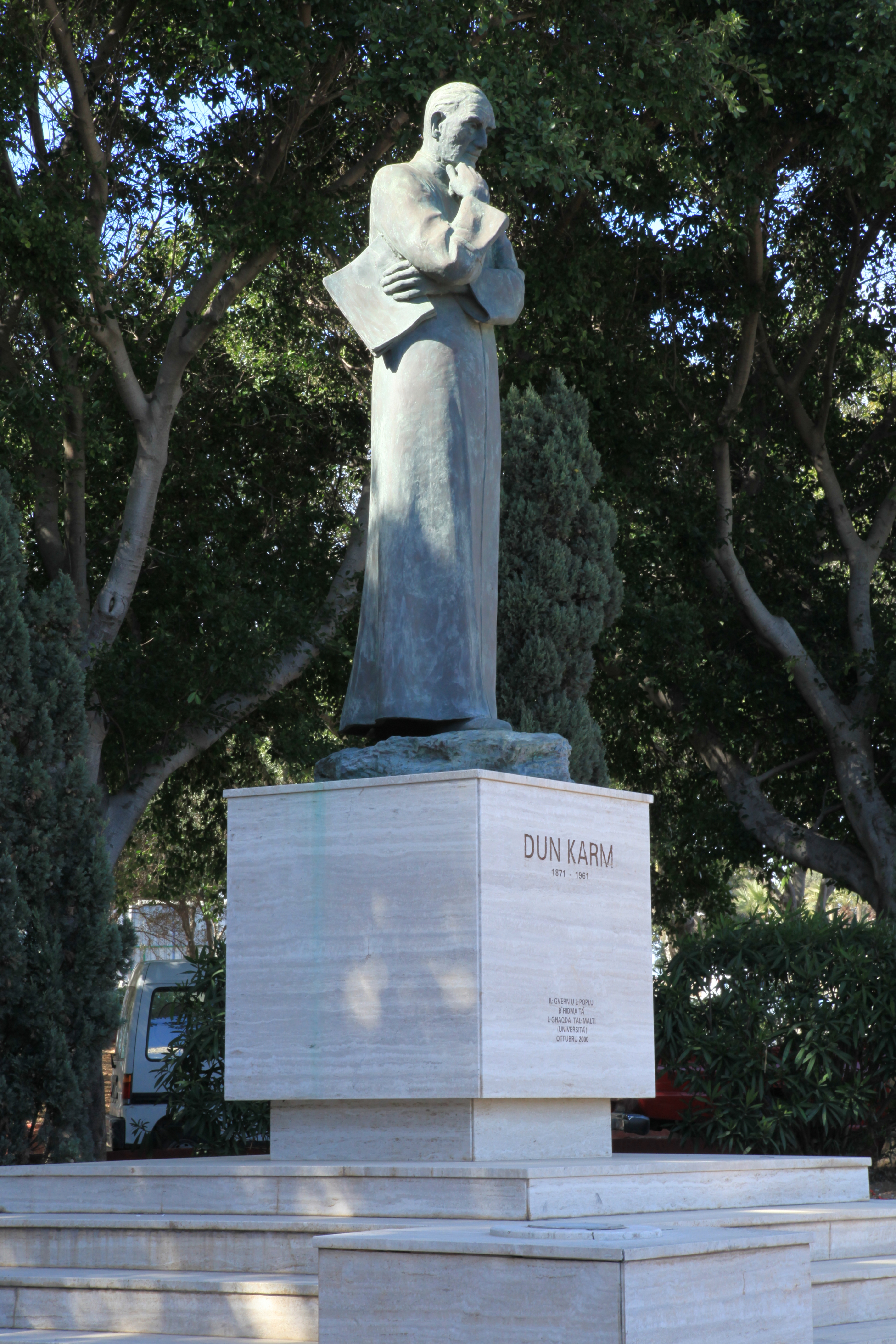
Памятник Дун Карма Псайла в г. Флориана, Мальта

Дун Карм Псайла (мальт. Dun Karm Psaila; 18 сентября 1871, Зеббудж — 13 сентября 1961, Валлетта) — народный поэт и писатель Мальты. Автор слов национального гимна Мальты — «L-Innu Malti».

## Биография
С 1885 года учился в духовной семинарии, по окончании которой был рукоположен в сан священника (1894). В 1888—1890 гг. изучал философию и теологию в Мальтийском университете.
Работал учителем итальянского, латинского, английского языков, арифметики, географии, космографии, церковной истории и христианской археологии. Позже был помощником библиотекаря Национальной мальтийской библиотеки. С 1923 года — директор передвижных библиотек, должность, которую он занимал до своего выхода на пенсию в 1936 году.

## Творчество
Дун Карм — национальный классик Мальты.
Первоначально писал лирические стихи на итальянском языке, а с 1912 г. — на мальтийском.
В 1912 году опубликовал своё первое стихотворение в мальтийском издании Quddiem Xbieha tal-Madonna.
В последующие годы в печати вышел ряд сборников его стихов, которые завоевали большую популярность и признание на Мальте.
Автор слов национального гимна Мальты, на музыку композитора Роберта Самута, впервые исполненного 3 февраля 1923 г. В 1945 г. он стал официальным государственным гимном Мальты.
В знак признания его вклада в мальтийскую литературу Дун Карм Псайла в 1945 г. был удостоен звания honoris causa Мальтийского королевского университета, став первым почётным доктором этого университета. Через год он был награждён золотой медалью Мушита Аццопарди. Королева Елизавета II в 1956 году наградила его Командорским Орденом Британской империи. В 1957 году мальтийское правительство назначило ему пенсию ex-gratia в знак признания его вклада в литературу Мальты.
Дун Карм Псайла был признан «бардом Мальты», «величайшим поэтом в истории Мальты», а также получил звание народного поэта Мальты.

## Избранные произведения
- La Dignità Episcopale (1889)
- Foglie d’Allora (1896)
- Versi (1903)
- Dizzjunarju Ingliż u Malti (словарь с 3-х томах, 1947—1955)

## Память
- В городе Флориана, Мальта ему установлен памятник.
- Центральный банк Мальты 1 февраля 2013 года выпустил две монеты (из серебра и золота) «Дун Карм Псайла», посвящённые автору национального гимна «L–Innu Malti»[4].
- Изображён на мальтийской почтовой марке 1971 года.